# Harcosok klubja
A Harcosok klubja 1999-ben bemutatott amerikai filmdráma David Fincher rendezésében. Chuck Palahniuk azonos című regényének adaptációja. A forgatókönyvet Chuck Palahniuk és Jim Uhls írta. A főszereplők Edward Norton, Brad Pitt és Helena Bonham Carter. Szerepel az 1001 film, amit látnod kell, mielőtt meghalsz című könyvben. A történet az Amerikai Pszichóhoz hasonló: egy mentális beteg és közveszélyes férfiról szól, aki a társadalmi normák teljes lerombolására törekszik.
A történetben szereplő Harcosok Klubja egy spontán szerveződés, ahol férfiak gyűlnek össze, hogy egymást puszta élvezetből félholtra püföljék. Ezek általában a munkájukkal, társadalmi helyzetükkel elégedetlen emberek, akik azt élvezik, ha összegyűlhetnek és levezethetik a feszültségüket.

## Rövid történet
Egy álmatlan irodai dolgozó és egy szappankészítő egy földalatti bunyóklubot alapít, amelyből mozgalom lesz.

## Cselekmény
A névtelen elbeszélő (Edward Norton) egy autógyár álmatlanságtól szenvedő, örökké úton lévő alkalmazottja. Orvosa – aki nem hajlandó neki gyógyszert felírni – azt tanácsolja, keressen fel egy betegeket támogató csoportot, hogy rájöjjön, mások jobban szenvednek. Az elbeszélő részt vesz a hererákosokat segítő csoport gyűlésén, ahol elhiteti, hogy ő is a betegség áldozata. Itt olyan érzelmi megkönnyebbülést él át, amitől elmúlik álmatlansága is. Függőség alakul ki benne a segítőcsoportok iránt, ahol áldozatnak tettetheti magát, de egy másik imposztor, Marla Singer (Helena Bonham Carter) jelenléte megzavarja az idillt, ezért megpróbál egyezségre jutni a nővel, hogy felosszák egymás között a csoportokat.
Egy üzleti útról hazatérve az elbeszélő romokban találja lakását, amit egy gázrobbanás pusztított el. Felhívja Tyler Durdent (Brad Pitt), egy szappanügynököt, akivel nemrég barátkozott össze a repülőn. Találkozót kér, amire egy bárban kerítenek sort. A fogyasztói társadalomról szóló hosszú eszmecsere után Tyler felajánlja neki, hogy ideiglenesen költözzön hozzá; ezután megkéri az elbeszélőt, hogy üsse meg. A két férfi a bár előtt verekedik, aminek befejeztével az elbeszélő Tyler lepusztult otthonában köt ki. Újra meg újra verekednek a bár előtt, mások is csatlakoznak, és ezek a harcok egyre nagyobb tömeget vonzanak. Végül a bár pincéjébe költöznek, ahol létrehozzák a Harcosok klubját.
Marla túladagolja az orvosságot, és telefonon kér segítséget az elbeszélőtől, aki nem törődik vele, de Tyler felveszi a telefont és megmenti a nőt. Tyler és Marla szeretők lesznek, Tyler pedig figyelmezteti az elbeszélőt, hogy soha ne beszéljen Marlával róla. Országszerte egyre több harcosok klubja alakul, és Tyler irányításával létrejön a „Káosz brigád”, egy antimaterialista, multiellenes szervezet. Az elbeszélő szóvá teszi Tylernek, hogy jobban vonja be a szervezet irányításába, de Tylernek hirtelen nyoma vész. Mikor a Káosz brigád egyik tagja életét veszti, az elbeszélő megpróbálja felszámolni a mozgalmat. Tyler nyomába ered, megpróbálja visszakövetni annak útját az országon keresztül. Az egyik városban aztán egy projekttag Tyler Durdenként azonosítja az elbeszélőt. A hotelszobából felhívja Marlát, és rájön, hogy a nő szintén őt hiszi Tyler Durdennek. Hirtelen megjelenik Tyler a szobában, és elmagyarázza neki, hogy ők ketten alkotnak egy meghasadt személyiséget, akik ugyanazon a testen osztoznak. Mikor az elbeszélő alszik, Tyler irányít.
A beszélgetés után az elbeszélő elájul. Amikor magához tér, a híváslistából rájön, hogy Tyler több hívást is lebonyolított, amíg ő eszméletlen volt. Kitalálja Tyler tervét, aki a hitelkártya-társaságok adatőrző épületeinek megsemmisítésével el akar törölni minden tartozást. Az elbeszélő megpróbálja felvenni a kapcsolatot a rendőrséggel, de mint kiderül, a rendőrök is tagjai a projektnek. Megpróbálja az egyik épületben elhelyezett robbanóanyagot hatástalanítani, de Tyler felülkerekedik, és egy biztonságos távolban lévő épületbe viszi, ahonnan végignézhetik a pusztítást. Az elbeszélő – akit egy pisztollyal tart sakkban Tyler – ráeszmél, hogy mivel ugyanazon a testen osztoznak, valójában nála van a fegyver.  A szájába veszi a pisztolyt, és átlövi az arcát, de nem hal bele. Tyler – tarkóján a lövés okozta sebbel – összeesik, és az elbeszélő többé nem hívja őt életre. A Káosz brigád tagjai ekkor elé hozzák Marlát, és mivel Tylernek hiszik, egyedül hagyják őket. A robbanóanyag felrobban, a narrátor és Marla pedig egymás kezét fogva nézik az összedőlő épületeket.

## Szereplők
| Szereplő                  | Színész              | Magyar hang     |
| ------------------------- | -------------------- | --------------- |
| A narrátor                | Edward Norton        | Dévai Balázs    |
| Tyler Durden              | Brad Pitt            | Selmeczi Roland |
| Marla Singer              | Helena Bonham Carter | Ónodi Eszter    |
| Robert "Bob" Paulson      | Meat Loaf            | Gesztesi Károly |
| Angyalfej                 | Jared Leto           | Csőre Gábor     |
| Ricky                     | Eion Bailey          | Rajkai Zoltán   |
| A szerelő                 | Holt McCallany       | Bicskey Lukács  |
| Richard Chesler           | Zach Greiner         | Rosta Sándor    |
| Stern nyomozó             | Thom Gossom Jr.      | Kránitz Lajos   |
| Terri, csoportvezető      | Christina Cabot      | Incze Ildikó    |
| Beszélő csoporttag        | Sydney Colston       |                 |
| Chloe                     | Rachel Singer        | Bakos Éva       |
| Légitársaság alkalmazotja | Christie Cronenweth  | Árkosi Kati     |
| Bird felügyelő            | Tim De Zarn          | Beratin Gábor   |
| Dent felügyelő            | Ezra Buzzington      | Kapácsy Miklós  |

## Háttér
Palahniuk regényének opciós jogát Laura Ziskin, a 20th Century Fox producere  vásárolta meg, aki Jim Uhlst bízta meg a filmadaptáció megírásával. Fincher egyike volt a szóba jöhető négy rendezőnek, akiket a producerek számításba vettek; a film iránt mutatott lelkesedésének köszönhetően kapta meg ő a megbízást. Fincher Uhls-szal közösen dolgozott a forgatókönyvön, a megírásához szakmai tanácsot kért a stábtól és egyéb filmipari szakemberektől is. A filmet a rendező és a stáb a Haragban a világgal (1955) és a Diploma előtt (1967) című filmekhez hasonlította. Fincher a Harcosok klubjában ábrázolt erőszakot a fiatalok egy nemzedéke, és a reklámok által közvetített értékrendszer között létrejövő feszültség metaforájának szánta. A rendező átemelte a Palahniuk regényében fellelhető homoerotikus felhangokat, hogy kényelmetlen érzéseket ébresszen a nézőkben, és ezzel elterelje a figyelmet a meglepő befejezésről.
A stúdió vezetőinek nem tetszett a film, ezért átszervezték a Fincher által eltervezett marketingkampányt, hogy megpróbálják csökkenteni a várható veszteséget. A Harcosok klubja nem hozta a gyártó által elvárt bevételt, a kritikusoktól pedig homlokegyenest eltérő értékeléseket kapott. 1999 egyik legellentmondásosabb és legtöbbet vitatott filmjének nevezték. A The Guardian az amerikai politikai élet változásának előjeleként értékelte a filmet, vizuális stílusát pedig forradalminak nevezte. A Harcosok klubja a DVD kiadással lett végül kereskedelmi siker, egyben kultuszfilm.

## Magyar kritikai visszhang
„Hollywood végre felismerte, hogy az emberiségre nem a gyilkos rovarok, a meteorok, a földrengések és a hasonló természeti katasztrófák jelentik a legnagyobb veszélyt, hanem az emberiség maga. Egyszerre két film jelent meg ebben a témában Amerikában, és hazánkba is csupán néhány hét eltéréssel érkeztek el. A Harcosok klubja szereplői a bennük lappangó állati ösztönök felszabadításával indítottak támadást a rendszer ellen, kataklizmát előidézve...” – Böszörményi Gábor kritikája (In: Mozinet.hu)
„David Fincher rendező újabb, a lélek bugyraiba kalauzoló alkotása, a legendás Hetedik és a Játsz/ma után. Filmje jóval több, mint szórakoztatóan hátborzongató történet. Életünk, gondolataink, érzéseink alapjaira kérdez rá egy kissé szétrombolt társadalomban. Sok kritikus elítélte a Harcosok klubját, mondván, erőszakot hirdet. Másról van szó: a kapaszkodók nélküli világban elég egy erős, okos, lelkesítő főnök, és mindenki jól érzi magát. Fincher hátborzongató, ám néhol szatirikus látomása látszatról és valóságról mesél, felhasználva a legmodernebb számítógépes technikát.” – Az Est.hu kritikája